# 永松潔
永松 潔（ながまつ きよし、1950年1月5日 - ）は、日本の漫画家。男性。福岡県福岡市出身。
1971年、『コミックマガジン』（芳文社）に掲載の「望郷」でデビュー。主に青年誌で活躍している。代表作に『ツヨシしっかりしなさい』など。
『ビッグコミックオリジナル』にて『テツぼん』（原作：高橋遠州）を連載。『テツぼん』には『ツヨシしっかりしなさい』のツヨシたち登場人物がゲスト出演した。

## 作品リスト
- 今日は元気か
- ツヨシしっかりしなさい[2] - （『モーニング』、講談社） - アニメ、テレビドラマ化された。
  - ツヨシもっとしっかりしなさい（『月刊アフタヌーン』、講談社）
  - ツヨシしっかり²しなさい（『モーニング』）
- 虎男さんのお気に入り（『モーニング』）
- ぷっぷちゃん（原作：鶴屋次楼、『モーニング』）
- とっちゃんボウヤ（『ビッグコミックオリジナル増刊』、小学館）
- ウチの課長はホトケ様（『ビッグコミックオリジナル増刊』）
- 裏金本舗 〜借りたら返せ!〜（『近代麻雀オリジナル』、竹書房）
- 名犬リンタロウ
- きまぐれハングオン（後に、ラーメン食べたいと改名される）
- 犬の生活（『漫画ゴラクネクスター』、日本文芸社）
- こずえのタルト（『コミックガンボ』、デジマ）
- ごちそうさま（『ビッグコミックオリジナル増刊』）
- あした春から! -ハローワーク物語-（原作：末田雄一郎）
- テツぼん（原作：高橋遠州、『ビッグコミックオリジナル増刊』→『ビッグコミックオリジナル』）

## アシスタント
- 飯山カズオ